# Callopistria maillardi
Callopistria maillardi is een vlinder uit de familie uilen (Noctuidae). De wetenschappelijke naam van deze soort is voor het eerst geldig gepubliceerd in 1862 door Achille Guenée.
De soort komt voor in tropisch Afrika.